# 한부환
한부환(韓富煥, 1948년 ~)은 제43대 대한민국의 법무부 차관을 역임한 법조인이다.

## 생애
1948년 태어나 경기고등학교와 서울대학교 법학과를 졸업하고 제12회 사법시험에서 합격했다. 하버드대학교 로스쿨에서 LLM 학위를 취득했다. 서울지방검찰청 3차장검사에 있으면서 시내버스 비리, 영화업계 비리 등 구조적인 비리를 파헤쳐는 사령탑을 맡았고 특히 서민 피해형 대형 기획수사에서 기량을 발휘했다.
대검찰청 중앙수사부 과장과 서울지방검찰청 3차장을 거치며 특수수사로 잔뼈가 굵은 특수통이지만 기획, 총무 분야에서도 행정능력을 인정받은 점을 평가받아 법무부 검찰국장에 임명됐다. 보수 성향 변호사 단체인 ‘한반도 인권과 통일을 위한 변호사모임'이 2018년 12월 12일 서울 서초구 대법원 청사 앞에서 기자회견을 열고 김명수 대법원장 퇴진을 촉구하는 성명을 발표한 변호사 200여명에 이름을 올렸다.

## 경력
- 대전지방검찰청 서산지청장
- 대검찰청 기획과장
- 1990년 11월 1일 대검찰청 중앙수사부 2과장[2]
- 1989년 8월 25일 대검찰청 중앙수사부 3과장[3]
- 1991년 8월 1일 대검찰청 중앙수사부 4과장[4]
- 서울지방검찰청 형사3부장
- 1991년 7월 26일 서울지방검찰청 형사6부장[5]
- 1992년 8월 4일 서울지방검찰청 3차장검사[6]
- 1993년 3월 20일 춘천지방검찰청 차장검사[7]
- 1993년 9월 22일 부산지방검찰청 2차장검사[8]
- 1994년 9월 18일 서울고등검찰청 검사[9]
- 1994년 9월 18일 인천지방검찰청 부천지청장 내정 취소[10]
- 1994년 서울지방검찰청 1차장검사
- ~ 1997년 8월 13일 서울지방검찰청 3차장검사[11]
- 1997년 8월 14일 서울고등검찰청 차장검사[12]
- 1999년 2월 22일 대검찰청 총무부장[13]
- 1999년 6월 7일 법무부 검찰국장
- 2000년 7월 15일 ~ 2002년 2월 7일 제9대 대전고등검찰청 검사장
- 2002년 2월 8일 ~ 2002년 8월 18일 제43대 대한민국의 법무부 차관
- 2002년 8월 19일 ~ 2003년 4월 13일 제26대 법무연수원장
- 2003년 변호사 한부환 법률사무소 변호사
- 2007년 10월 ~ 2009년 교육과학기술부 법학교육위원회 위원
- 2009년 3월 ~ 2012년 2월 SK하이닉스 사외이사
- 2010년 ~ 2014년 대한변호사협회 법학전문대학원 평기위원회 위원장
- 2013년 ~ 예스코홀딩스(옛 극동도시가스) 사외이사[14]
- 2013년 법무법인 나라 고문변호사
- 2015년 8월 ~ 영광학원 이사장
- 2017년 ~ 법무법인(유한)강남 구성원 변호사